# 斯特凡·格吕茨纳
斯特凡·格吕茨纳（德語：Stefan Grützner，1948年6月29日—），德国男子举重运动员。他曾代表东德参加1972年夏季奥林匹克运动会举重比赛，获得男子110公斤级铜牌。